# Santa Maria della Salute a Primavalle

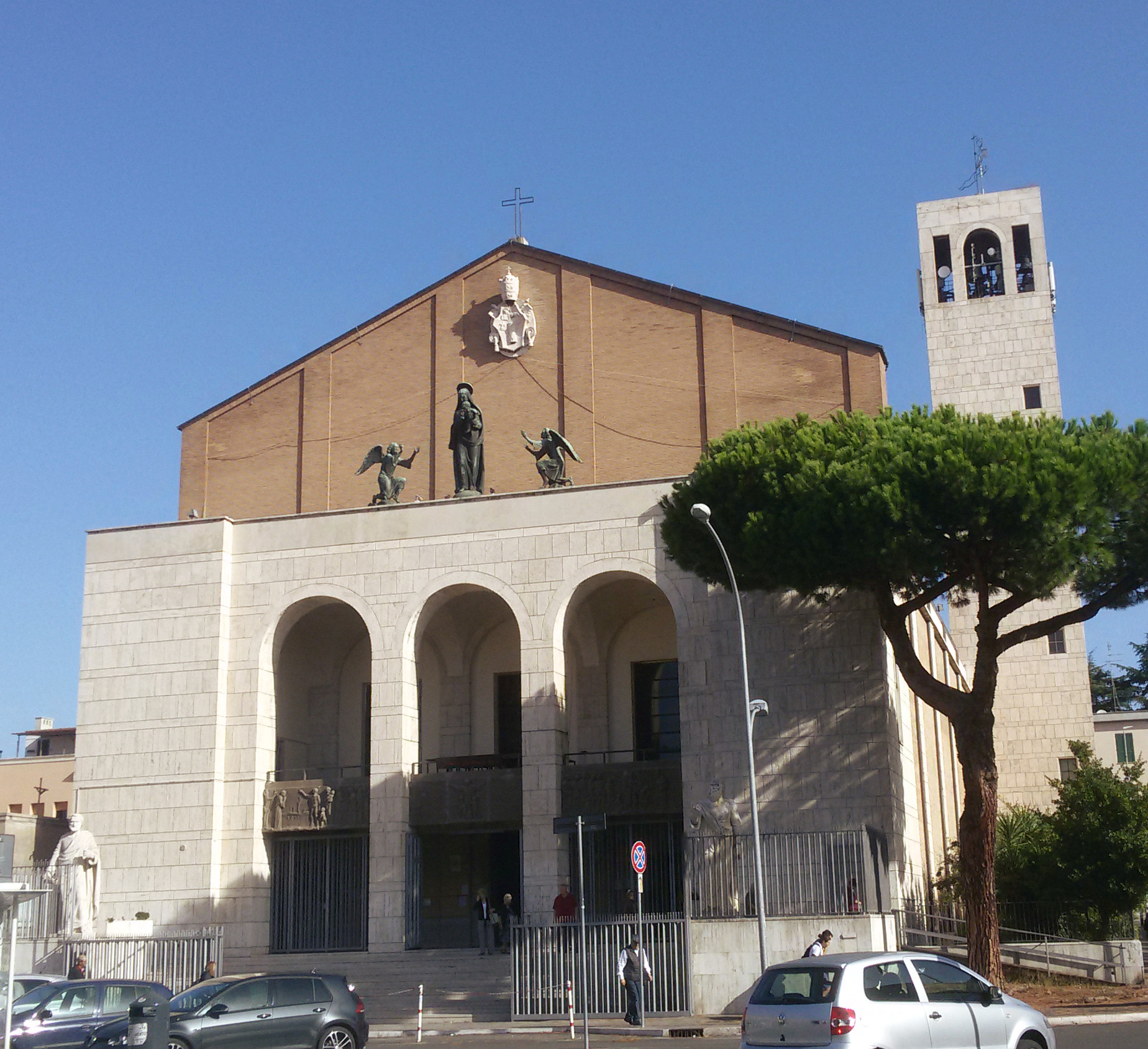
Santa Maria della Salute in Rom

Die Titelkirche Santa Maria della Salute a Primavalle ist eine römische Kirche in der Via Tommaso de Vio an der Piazza Alfonso Capecelatro im Stadtteil Primavalle. Die Kirche wurde am 18. März 1960 von Kardinal Luigi Traglia geweiht. Die Pfarrei wurde auf Veranlassung des Kardinalvikars Francesco Marchetti Selvaggiani durch das Dekret Inter plures vicos 1950 gegründet und dem Dritten Orden der Franziskaner, die auch Eigentümer der Immobilie sind, übertragen. Von Papst Paul VI. wurde sie am 29. April 1969 zur Titelkirche erklärt.
Architekt der Kirche ist Giorgio Guidi.

## Architektur und Ausstattung

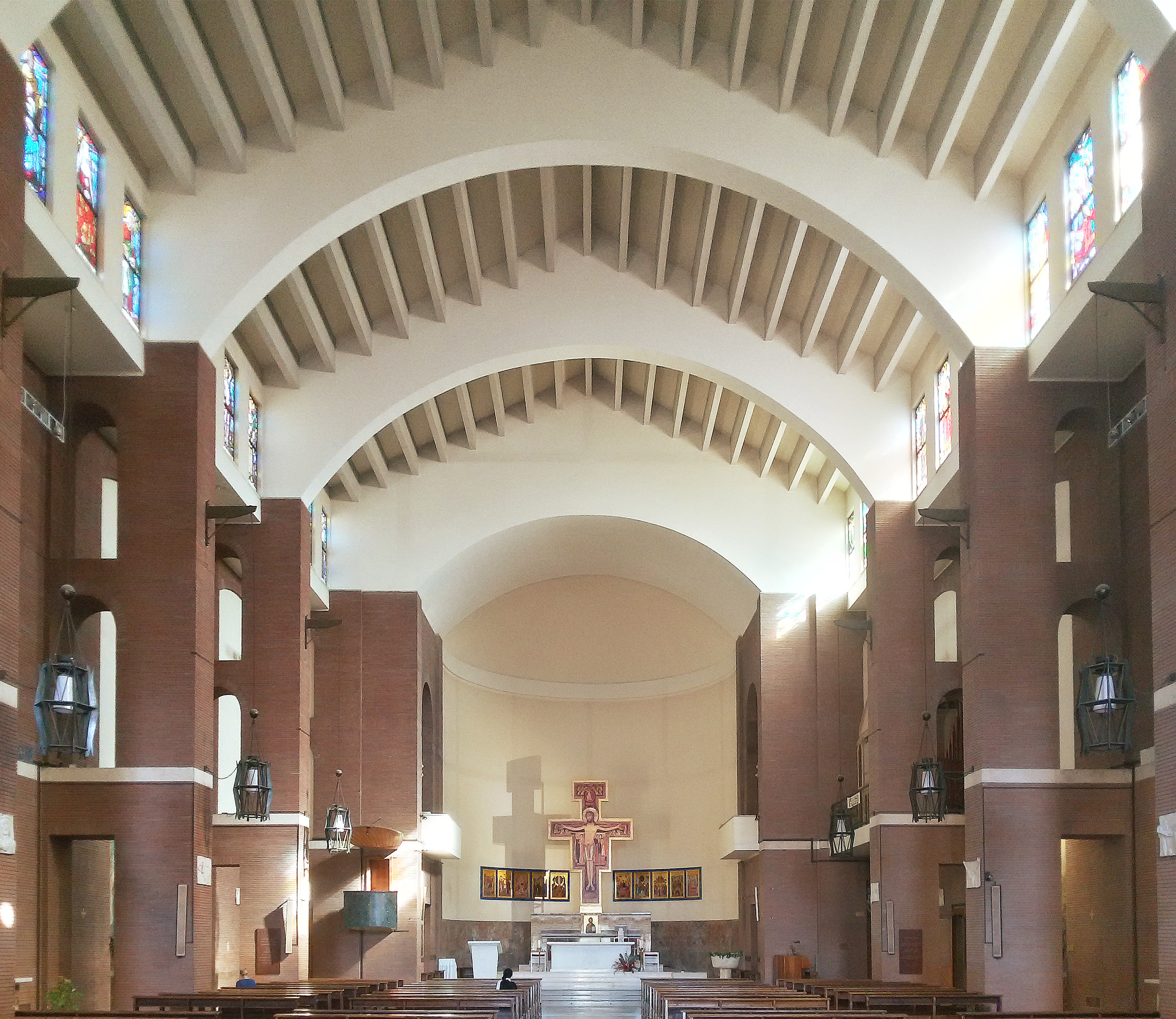
Innenraum

Die Fassade mit vorgelagertem Portikus weist im unteren Teil eine Marmorverkleidung auf, im oberen ist sie aus Ziegelsteinen gemauert und vom Wappen Papst Johannes XXIII. gekrönt. Auf dem Portikus befinden sich Skulpturen der Heiligen Maria, unter deren Patrozinium die Kirche steht, flankiert von zwei Engeln. Das einschiffige Innere ist tonnengewölbt und schließt mit einer Apsis ab. Bilder von Michele De Meo und Vittorio Venturelli sind Teil der Ausstattung.

## Kardinalpriester
- George Bernard Flahiff CSB (1969–1989)
- Antonio Quarracino (1991–1998)
- Jean Marcel Honoré (2001–2013)
- Kelvin Felix (2014–2024)
- Frank Leo (seit 2024)